# Giacomo Gabrielli
Giacomo Gabrielli (* 10. Juni 1996 in Cavalese) ist ein italienischer Skilangläufer.

## Werdegang
Gabrielli, der für den C.S. Esercito startet, nahm von 2012 bis 2016 an U18- und U20-Rennen im Alpencup teil und belegte dabei in der Saison 2015/16 den sechsten Platz in der U20-Gesamtwertung. Seine besten Platzierungen bei den Junioren-Skiweltmeisterschaften 2015 in Almaty waren der 24. Platz im Skiathlon und der sechste Rang mit der Staffel. Im folgenden Jahr gewann er bei den Junioren-Skiweltmeisterschaften in Râșnov die Bronzemedaille im Sprint. Zudem errang er dort den 29. Platz über 10 km klassisch und den sechsten Platz mit der Staffel. In der Saison 2016/17 startete er in Valdidentro erstmals im Alpencup und belegte dabei den 64. Platz über 15 km klassisch und den 62. Rang über 15 km Freistil. Im Januar 2017 siegte er beim Marcialonga Lights und debütierte in Toblach im Skilanglauf-Weltcup und errang dabei den 63. Platz im Sprint. In der folgenden Saison holte er im Sprint in Zwiesel seinen ersten Sieg im Alpencup und lief bei den U23-Weltmeisterschaften 2018 in Goms auf den 38. Platz im Sprint. Bei den U23-Weltmeisterschaften 2019 in Lahti kam er auf den 14. Platz im Sprint. Nach Platz drei beim Kangaroo Hoppet zu Beginn der Saison 2019/20, erreichte er mit zwei Top-Zehn-Platzierungen den 17. Platz in der Gesamtwertung des Alpencups. Im Dezember 2020 holte er in Davos mit dem 29. Platz im Sprint seine ersten Weltcuppunkte.

## Siege bei Continental-Cup-Rennen
| Nr. | Datum            | Ort     | Disziplin        | Serie    |
| --- | ---------------- | ------- | ---------------- | -------- |
| 1.  | 16. Februar 2018 | Zwiesel | Sprint klassisch | Alpencup |
| 2.  | 17. März 2023    | Toblach | Sprint Freistil  | Alpencup |